# Энциклопедия ислама
Энциклопедия ислама (англ. Encyclopaedia of Islam) — академическая энциклопедия издательства E.J. Brill, включающая в себя статьи о странах, народах и династиях мусульманского мира VII—XX вв, исламских науках, политических и религиозных течениях, географии, этнографии, культуре и многом другом. Первое издание Encyclopaedia of Islam выходило в Лейдене (1913—1938) на немецком, французском и английском языках.
В географических и исторических статьях Encyclopaedia of Islam охватываются древние арабо-исламские империи, исламские страны в Средней и Юго-Восточной Азии, Северной Африки, Османской империи и других исламских стран.
Первым главным редактором Encyclopaedia of Islam был нидерландский востоковед и исламовед Мартин Теодор Хаутсма.

## Первое издание
Первое издание «Энциклопедии ислама» было начато по решению Международного союза академий в 1900 году, финансировалось всеми членами союза и завершено в 1939 году. Написанием энциклопедии занимался нидерландский Лейденский университет, при этом большая часть статей писалась на немецком языке и переводилась затем на английский и французский языки. Encyclopaedia of Islam состояла из 4 томов с идентичным текстом на 3 языках в 1913—1936, а в 1938 году вышел дополнительный том с исправлениями и дополнениями. От России, а затем СССР в написании энциклопедии принимали участие академики В. В. Бартольд, Е. Э. Бертельс, И. Ю. Крачковский, А. Н. Самойлович, А. Ю. Якубовский. Социально-экономическая тематика в первом издании занимала второстепенное место.
В 1940—1987 гг. Министерство народного образования Турции инициировало перевод на турецкий язык первого издания энциклопедии. Переводом занимался коллектив турецких учёных: Ф. Кёпрюлю, И. Узунчаршилы, О. Баркан, Т. Гёкбильгин и др. Турецкий перевод имел объём 15 томов, причём было значительно увеличено число и объём статей, посвящённых Турции (например, весь 10-й выпуск 1-го тома посвящён Кемалю Ататюрку). Серьёзные ошибки, выявленные в ходе перевода энциклопедии, побудили Управление по делам религии Турции начать работы по составлению новой энциклопедии объёмом 43 тома, которая вышла как независимое издание под названием Исламская энциклопедия.

## Сокращённое издание
В 1941 вышла краткая энциклопедия на немецком языке, а в 1953 идентичное английское издание, в которые были включены статьи «Encyclopaedia of Islam» религиозной и правовой тематики. Издание было переведено на турецкий, арабский язык и урду.

## Второе издание
В 1948 году в Париже 21-й Международный конгресс востоковедов принял решение начать второе издание «Encyclopaedia of Islam» на английском и французском языках. Первый выпуск первого тома вышел в 1954 году, а участие в написании статей принимали 342 автора из 38 стран (в том числе из 17 восточных). Издание иллюстрировано (карты, схемы, рисунки, фотографии), значительно больше места отведено социально-экономической тематике, увеличено количество статей о современных исламских деятелях, статей по искусству и архитектуре. Единая редакция статей отсутствует.

## Третье издание
Публикация третьего издания (EI3) началась весной 2007 года. Редакционная коллегия состоит из 20 редакторов разделов и пяти главных редакторов: Кейт Флит (Кембриджский университет), Гудрун Кремер (Свободный университет Берлина), Дени Матринжа (Высшая школа социальных наук), Джона Наваса (Лёвенский католический университет) и Эверетта Роусона (Нью-Йоркский университет). EI3 совершенно новая работа, которая строго сохраняет полноту и достоверность большого многотомного собрания, с новыми статьями, отражающими большое разнообразие современной науки. EI3 выходит частями, по четыре в год, как в электронном, так и в печатном виде. По сравнению с предыдущими изданиями EI3 более полно  освещает ислам XX века, больше внимания уделено мусульманским меньшинствам во всём мире и гуманистическим перспективам, усилена роль социальных наук, расширен географический охват.

## Список изданий
1-е издание
- M. Th. Houtsma et al., eds., The Encyclopædia of Islam: A Dictionary of the Geography, Ethnography and Biography of the Muhammadan Peoples, 4 vols. and Suppl., Leiden: Late E.J. Brill and London: Luzac & Co.LTD, 1913—1938. (англ.)
  - Vol.1. A–D, M. Th. Houtsma, T. W. Arnold, R. Basset[фр.] eds., 1913.
  - Vol.2. E–K, M. Th. Houtsma, A. J. Wensinck, T. W. Arnold eds., 1927.
  - Vol.3. L–R, M. Th. Houtsma, A. J. Wensinck, E. Levi-Provençal eds., 1934.
  - Vol.4. S–Z, M. Th. Houtsma, A. J. Wensinck, H. A. R. Gibb, eds., 1936.
- M. Th. Houtsma, R. Basset et T. W. Arnold, eds., Encyclopédie de l’Islam: Dictionnaire géographique, ethnographique et biographique des peuples musulmans. Publié avec le concours des principaux orientalistes, 4 vols. avec Suppl., Leyde: E.J. Brill et Paris: Picard, 1913—1938. (фр.)
- M. Th. Houtsma, R. Basset und T. W. Arnold, herausgegeben von, Enzyklopaedie des Islām : geographisches, ethnographisches und biographisches Wörterbuch der muhammedanischen Völker, 5 vols., Leiden: Brill und Leipzig : O. Harrassowitz, 1913—1938. (нем.)

краткое издание
- M. Th. Houtsma et al. eds., İslâm Ansiklopedisi : İslâm âlemi coğrafya, etnografya ve biyografya lûgati, 13 in 15 vols., İstanbul: Maarif Matbaası, 1940—1988. (тур.)
- يصدرها باللغة العربية أحمد الشنتناوي، إبراهيم زكي خورشيد ، عبد الحميد يونس، دائرة المعارف الإسلامية: اصدر بالألمانية والإنجليزية والفرنسية واعتمد في الترجمة العربية على الأصلين الإنجليزي والفرنسي، الطبعة ٢، القاهرة: دار الشعب، -۱۹٦۹ (ар.)
- محمود ‌الحسن عارف، مختصر اردو دائرۀ معارف اسلامیه، لاهور:دانشگاه پنجاب، ۲۵ ج.ها،۱۹۵۹-۱۹۹۳ (урду)

2-е издание
- Encyclopaedia of Islam. 2nd ed :  [англ.] : in 12 vol. / ed. by P. J. Bearman, Th. Bianquis, C. E. Bosworth, E. van Donzel, W. P. Heinrichs et al. — Leiden : E.J. Brill, 1960—2005. (платн.)
- Donzel Emeri van. Islamic Desk Reference: compiled from The Encyclopaedia of Islam. — Leiden: E.J. Brill, 1994. — ix, 492 p. — ISBN 0585305560. — ISBN 9780585305561.
- An Historical Atlas of Islam / Atlas Historique de l'Islam / edited by Hugh N. Kennedy & William C. Brice. — Leiden: E.J. Brill, 2001. — 71 p. — ISBN 978-90-04-12235-2.

3-е издание
- Edited by Kate Fleet, Gudrun Krämer[англ.], Denis Matringe, John Nawas, Wilferd Madelung and Everett Rowson[англ.], Encyclopædia of Islam, Three!, available online, printed «Parts» appearing four times per year, Leiden: Koninklijke Brill, 2007—2018. ISSN 1873-9830, ISBN 9789004386624, OCLC 56713464